# Aszparuh (név)
Az Aszparuh közép-iráni férfiutónév. Bizonyosan előfordult már a késő ókori Grúziában és a kora középkori Bulgáriában.
Ez egy két részből álló összetett szó. Egyik része, az aszpa- jelentése ’ló’, míg az összetétel másik részének, a rauh-nak minden bizonnyal ’világít’ a jelentése; együttesen nagyjából azt jelentik, hogy „ő, akinek fénylik a lova”.
Történelmileg fontos személyek, akik ezt a nevet viselték:
- Aszparuh, a kaukázusi Ibériában, a mai Grúziában fekvő Armazi alhercege, Hadrianus római császár (i.e. 117–38) kortársa.
- Aszparuh bolgár kán, az Első Bolgár Birodalmat a 680-as években megalapító uralkodó.[1]

## Fordítás
- Ez a szócikk részben vagy egészben  az   Asparukh (name) című angol Wikipédia-szócikk ezen változatának fordításán alapul.  Az eredeti cikk szerkesztőit annak laptörténete sorolja fel. Ez a jelzés csupán a megfogalmazás eredetét és a szerzői jogokat jelzi, nem szolgál a cikkben szereplő információk forrásmegjelöléseként.